# Dionysos (gruppo musicale francese)
Dionysos è un gruppo musicale francese di genere rock, originario della città di Valence, creato nel 1993.
Il gruppo è noto grazie al fantastico che si trova nelle sue canzoni, ma anche per alcune molto energiche fra queste (Surfin Frog, Mc'Enroe's poetry). Il loro nome è quello del dio greco del vino Dioniso (Dionysos in francese).

## Formazione
- Mathias Malzieu: cantante, chitarra, armonica a bocca, ukulélé
- Babet alias Babet: violino, cantante, sintetizzatore, banjo
- Eric Serra Tosio: batteria, sibilo
- Michaël Ponton: chitarra, piatto DJ, banjo, Lapsteels
- Guillaume Garidel: basso, contrabasso, sintetizzatore
- Stéphan Bertholio:  sintetizzatore, banjo, glockenspiel, ukulélé, Lapsteels, chitarra

## Discografia

### Album
- 1996 - Happening Songs
- 1998 - The Sun Is Blue Like the Eggs in Winter
- 1999 - Haïku
- 2002 - Western sous la neige
- 2005 - Monsters in Love
- 2007 - La mécanique du cœur
- 2012 - Bird 'n' roll
- 2016 - Vampire en pyjama
- 2020 - Surprisier

### Album dal vivo
- 2003 - Whatever the Weather - Concert Électrique
- 2003 - Whatever the Weather - Concert Acoustique
- 2007 - Monsters in Live
- 2021 - Time Machine Experience